# 準西国稲毛三十三所観音霊場

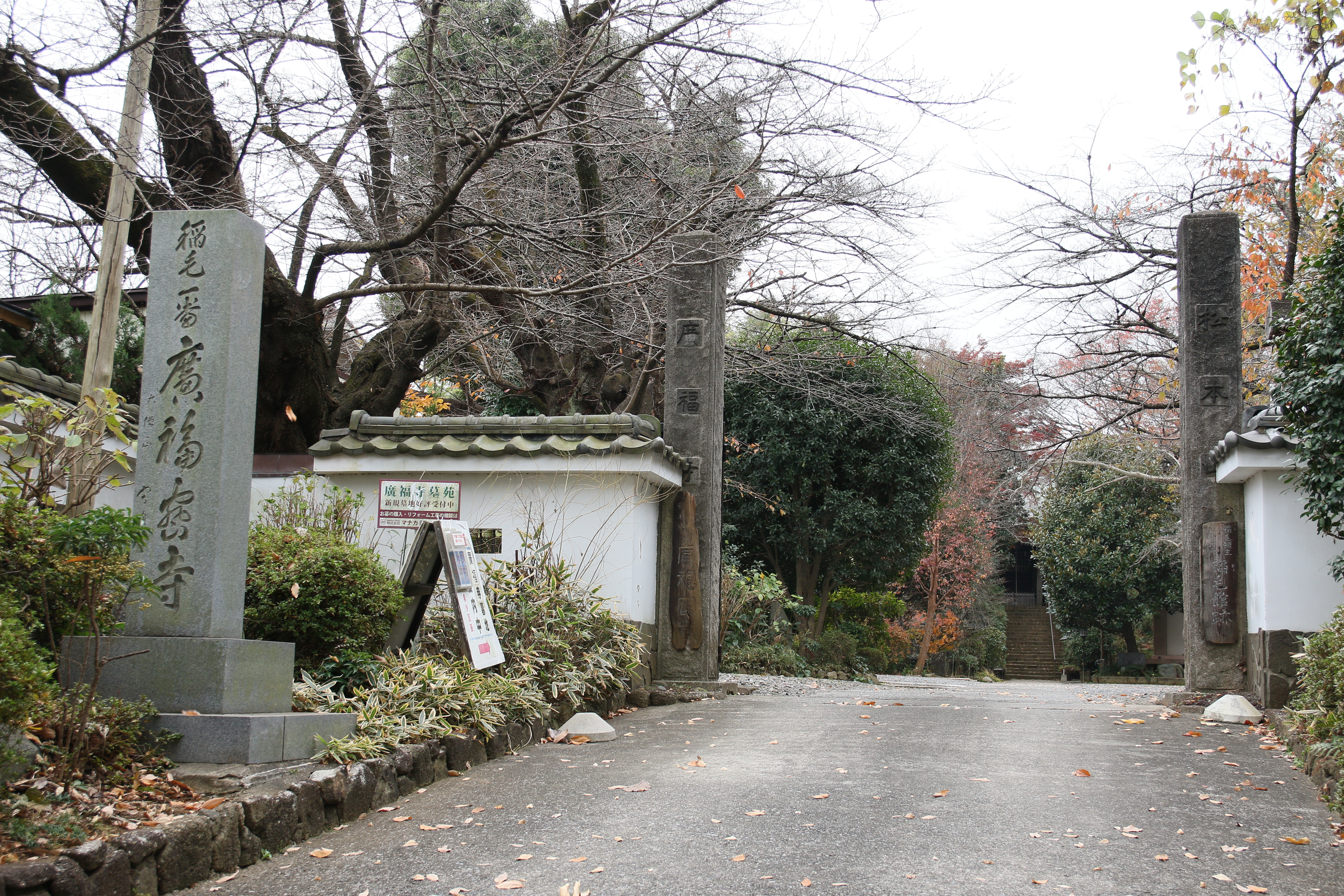
第一番札所 広福寺

準西国稲毛三十三所観音霊場（じゅんさいごくいなげさんじゅうさんしょかんのんれいじょう）は、江戸時代中期に開創された、武蔵国橘樹郡稲毛領（現在の神奈川県川崎市）の33ヶ所を巡る西国三十三箇所の写し霊場。

## 歴史

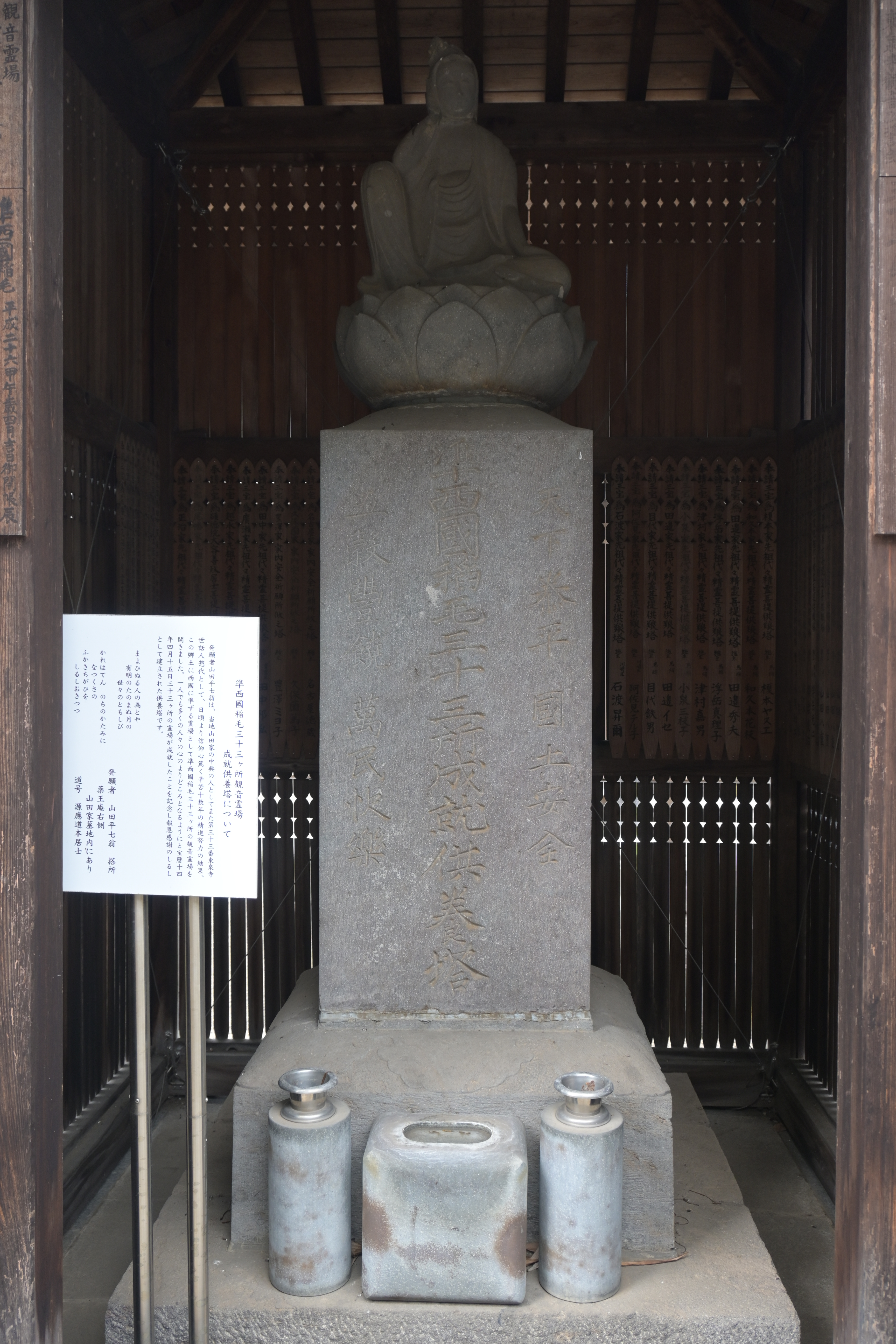
薬王庵にある準西国稲毛三十三所成就供養塔

発願者の山田平七（やまだへいしち、1725年（享保10年） - 1766年（明和3年）11月）は橘樹郡平村（現在の川崎市宮前区平）の名主。小田原北条氏の家臣・片山弥兵衛の後裔と伝えられる。1754年（宝暦4年）8月に観音称名を始め、翌年7月に西国三十三箇所の巡礼に出立。帰郷後、東国に三十三観音を祀ることを発願し、1763年（宝暦13年）に33ヶ所の札所を定めてご詠歌を奉納し、1764年（明和元年）に『准西国稲毛三十三所惣縁起』を刊行した。札所32番の薬王庵には、宝暦13年の初巡拝を記念した「準西国稲毛三十三所成就供養塔」が残されている。4月15日が大願成就の日とされ、12年に一度の午年の4月15日を中心に本尊の開帳が行われてきた。

## 札所一覧
| 番   | 名称               | 宗旨・宗派     | 札所本尊   | 所在地                            |
| ---- | ------------------ | -------------- | ---------- | --------------------------------- |
| 1    | 広福寺             | 真言宗豊山派   | 聖観音     | 神奈川県川崎市多摩区枡形          |
| 2    | 観音寺             | 真言宗豊山派   | 正観音     | 神奈川県川崎市多摩区生田          |
| 3    | 香林寺             | 臨済宗建長寺派 | 十一面観音 | 神奈川県川崎市麻生区細山          |
| 4    | 寿福寺             | 臨済宗建長寺派 | 十一面観音 | 神奈川県川崎市多摩区菅仙谷        |
| 5    | 妙覚寺             | 臨済宗建長寺派 | 十一面観音 | 東京都稲城市矢野口                |
| 6    | 観音寺             | 天台宗         | 如意輪観音 | 神奈川県川崎市多摩区中野島        |
| 7    | 常照寺             | 真言宗豊山派   | 十一面観音 | 神奈川県川崎市多摩区宿河原        |
| 8    | 龍嚴寺             | 天台宗         | 聖観音     | 神奈川県川崎市多摩区堰            |
| 9    | 安立寺             | 日蓮宗         | 正観音     | 神奈川県川崎市多摩区東生田        |
| 10   | 盛源寺             | 曹洞宗         | 聖観音     | 神奈川県川崎市多摩区長沢          |
| 11   | 秋月院             | 曹洞宗         | 準提観音   | 神奈川県川崎市宮前区菅生          |
| 12   | 福王寺             | 臨済宗円覚寺派 | 十一面観音 | 神奈川県川崎市宮前区有馬          |
| 13   | 観音寺             | 天台宗         | 聖観音     | 神奈川県横浜市都筑区東山田        |
| 14   | 蓮花寺             | 真言宗智山派   | 聖観音     | 神奈川県川崎市高津区久末          |
| 15   | 蓮乗院             | 真言宗智山派   | 準提観音   | 神奈川県川崎市高津区子母口        |
| 16   | 能満寺             | 天台宗         | 聖観音     | 神奈川県川崎市高津区千年          |
| 17   | 泉澤寺             | 浄土宗         | 正観音     | 神奈川県川崎市中原区上小田中      |
| 18   | 西明寺             | 真言宗智山派   | 十一面観音 | 神奈川県川崎市中原区小杉御殿町    |
| 19   | 正福寺             | 真言宗智山派   | 正観音     | 神奈川県川崎市高津区北見方        |
| 20   | 明王院             | 真言宗智山派   | 聖観音     | 神奈川県川崎市高津区諏訪          |
| 21   | 養周院             | 曹洞宗         | 聖観音     | 神奈川県川崎市高津区久地          |
| 22   | 大蓮寺             | 浄土宗         | 聖観音     | 神奈川県川崎市高津区久本          |
| 23   | 増福寺             | 天台宗         | 聖観音     | 神奈川県川崎市高津区末長          |
| 24   | 養福寺             | 天台宗         | 正観音     | 神奈川県川崎市高津区新作          |
| 25   | 千手堂             | 天台宗         | 千手観音   | 神奈川県川崎市宮前区馬絹 泉福寺内 |
| 26   | 泉福寺             | 天台宗         | 聖観音     | 神奈川県川崎市宮前区馬絹          |
| 27   | 延命寺             | 天台宗         | 聖観音     | 神奈川県川崎市高津区上作延        |
| 28   | 神木堂             | 天台宗         | 十一面観音 | 神奈川県川崎市宮前区神木本町      |
| 29   | 千手堂             | 天台宗         | 千手観音   | 神奈川県川崎市宮前区神木本町      |
| 30   | 土橋観音堂         | 曹洞宗         | 千手観音   | 神奈川県川崎市宮前区土橋          |
| 31   | 圓福寺             | 曹洞宗         | 聖観音     | 神奈川県川崎市高津区下作延        |
| 32   | 西蔵寺             | 天台宗         | 聖観音     | 神奈川県川崎市宮前区野川          |
| 32   | 薬王庵             | 曹洞宗         | 如意輪観音 | 神奈川県川崎市宮前区平            |
| 33   | 東泉寺             | 曹洞宗         | 聖観音     | 神奈川県川崎市宮前区平            |
| 番外 | 玉林寺             | 臨済宗建長寺派 | 正観音     | 神奈川県川崎市多摩区菅馬場        |
| 別格 | よみうりランド観音 |                | 聖観音     | 東京都稲城市矢野口                |

## 札所碑
霊場が地域に定着して継承されてきたことにより、巡礼者が造立した数多くの石造物が残されている。

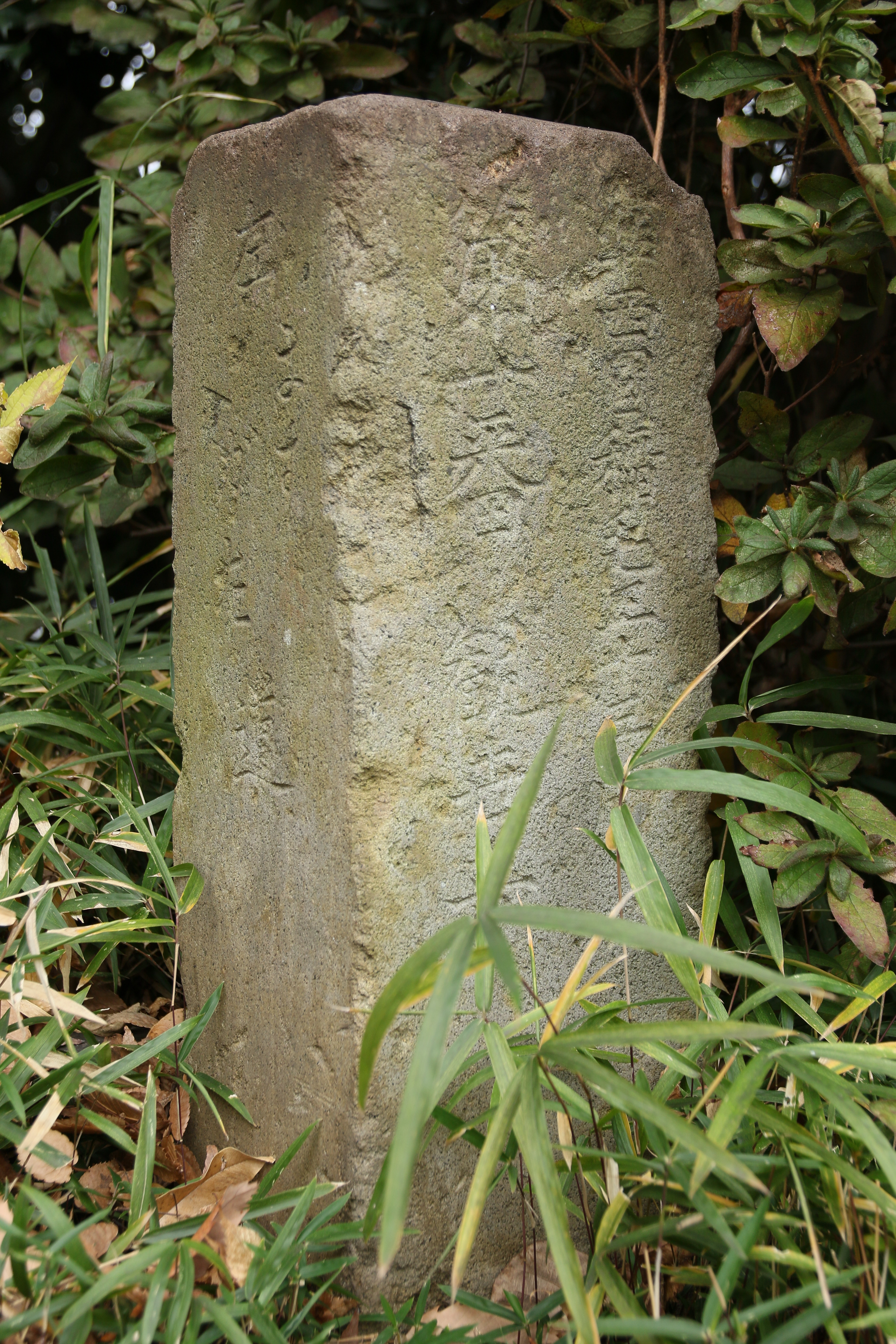
第1番 広福寺「準西国稲毛三十三所 第一番観世音」1906年（明治39年）
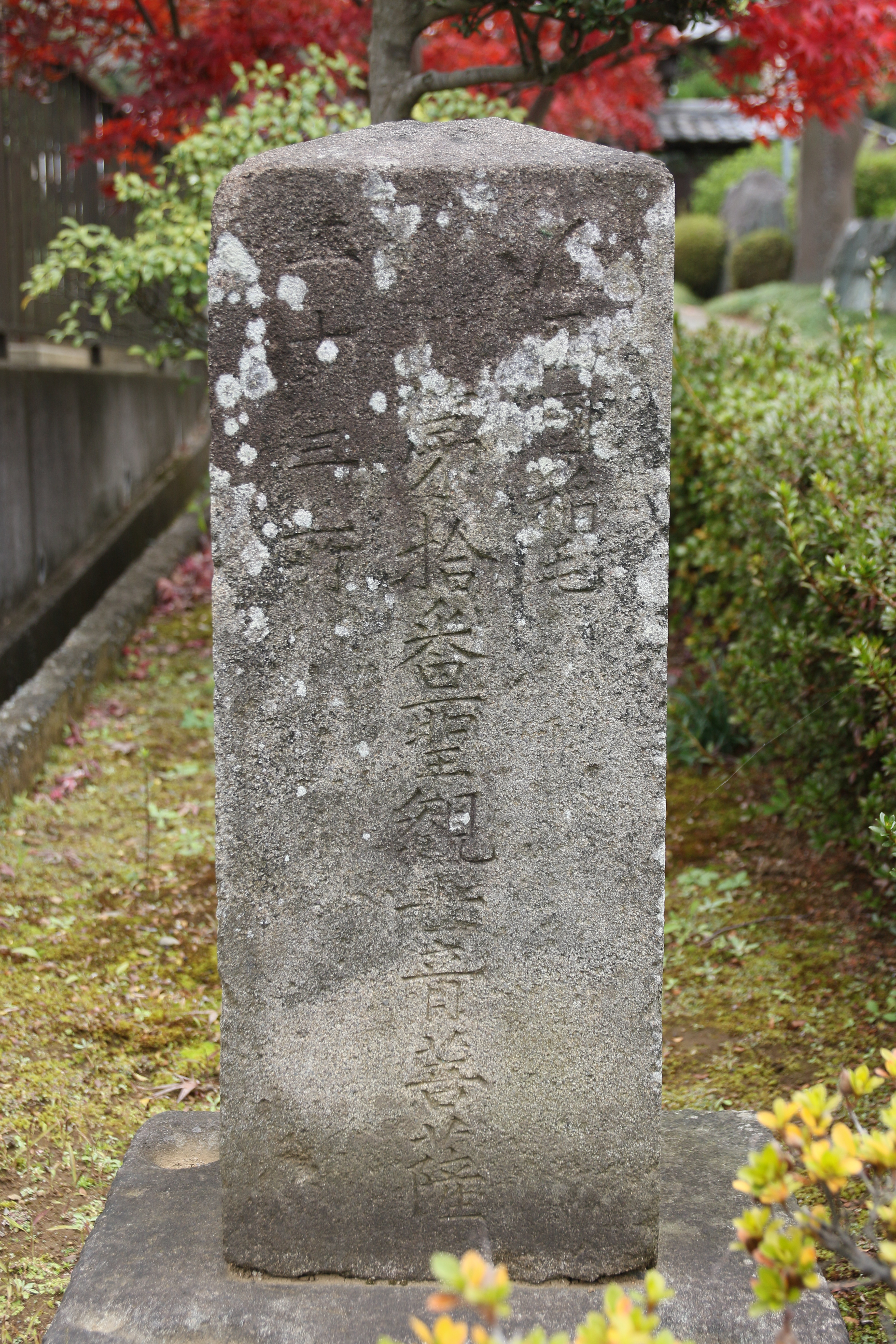
第10番 盛源寺「准西国稲毛第拾番聖観世音菩薩」1887年（明治20年）
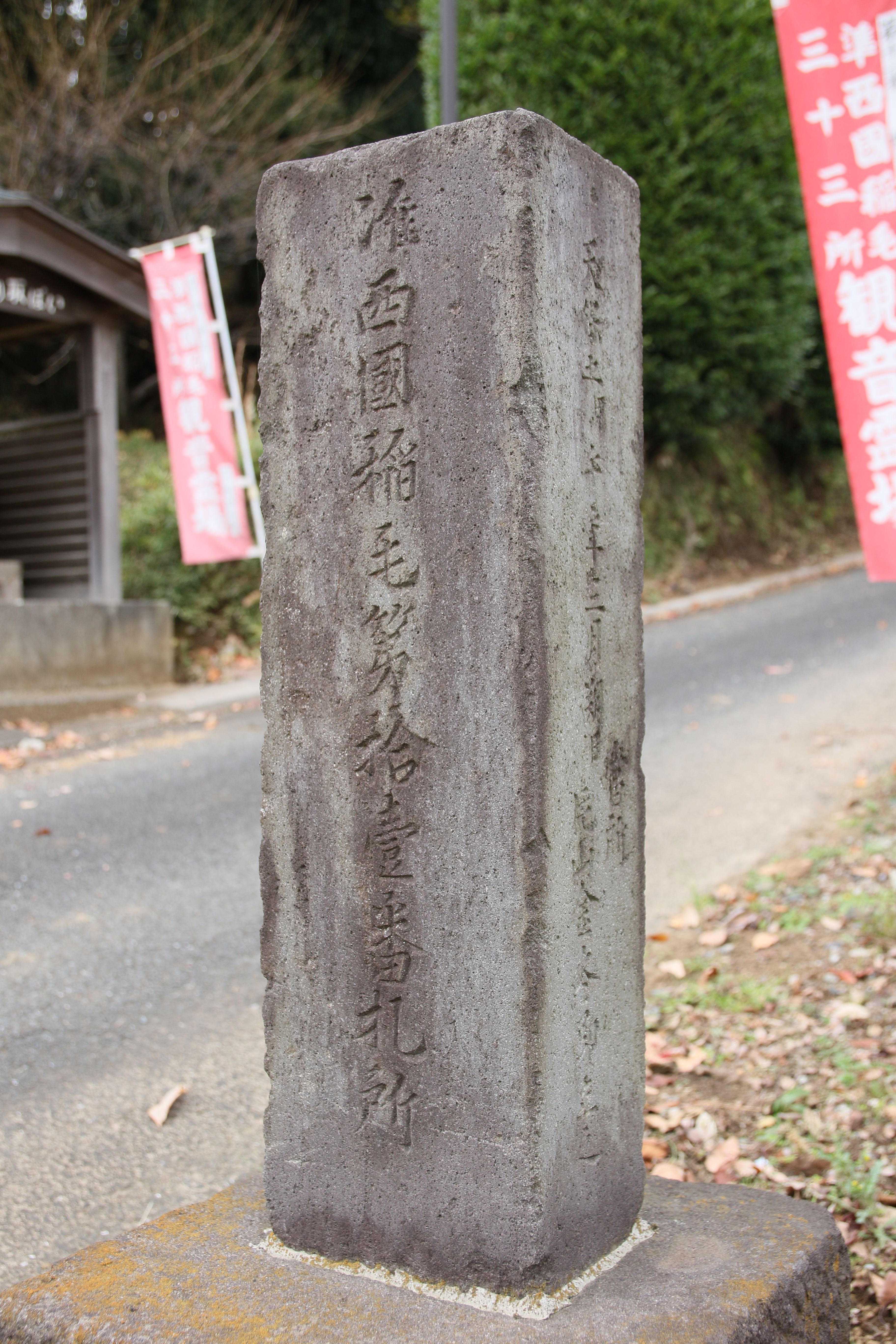
第11番 秋月院「準西国稲毛第拾壱番札所」1834年（天保5年）
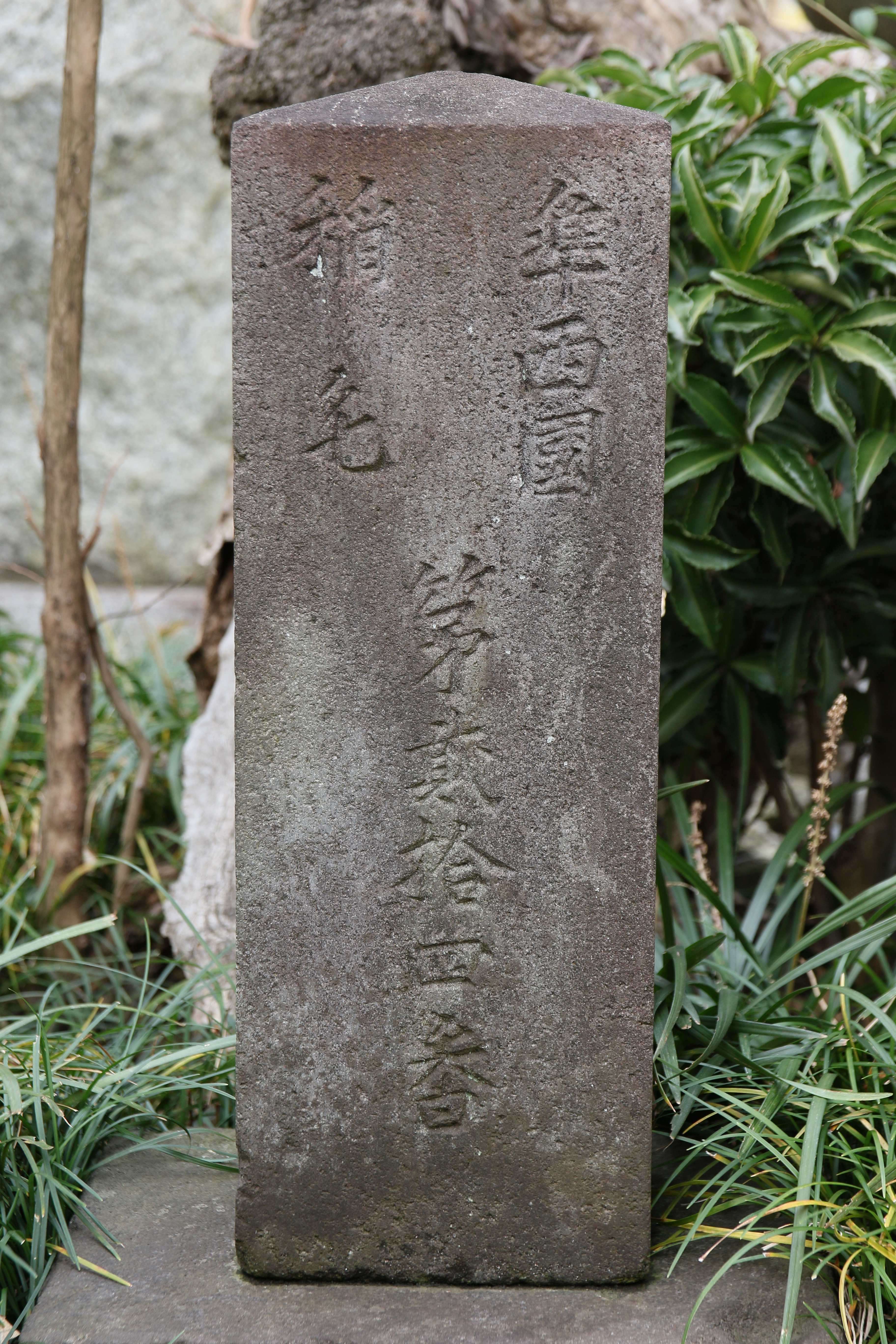
第24番 養福寺「準西国稲毛 第弐拾四番」1821年（文政4年）
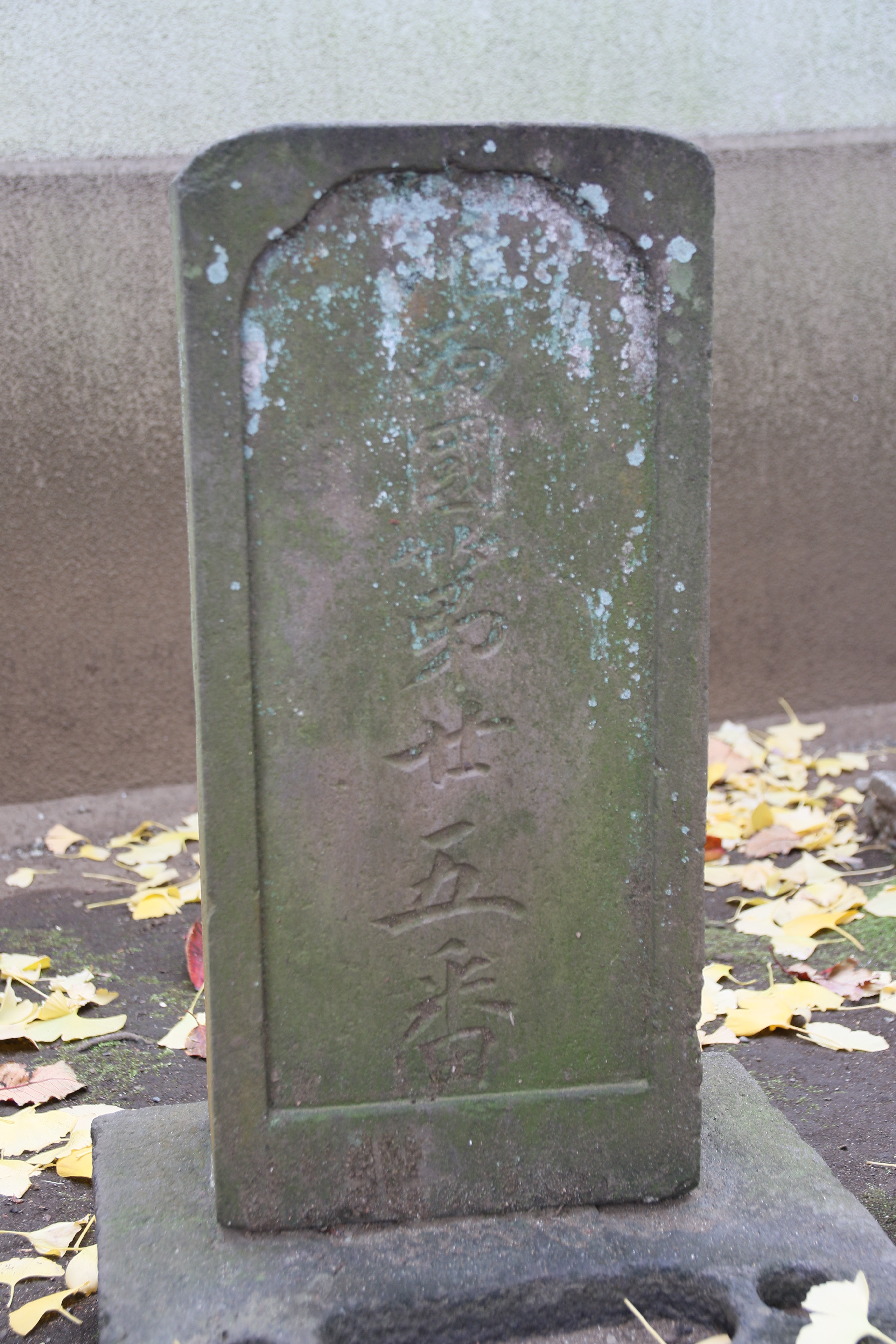
第25番 千手堂「准西国第廿五番」1943年（昭和18年）
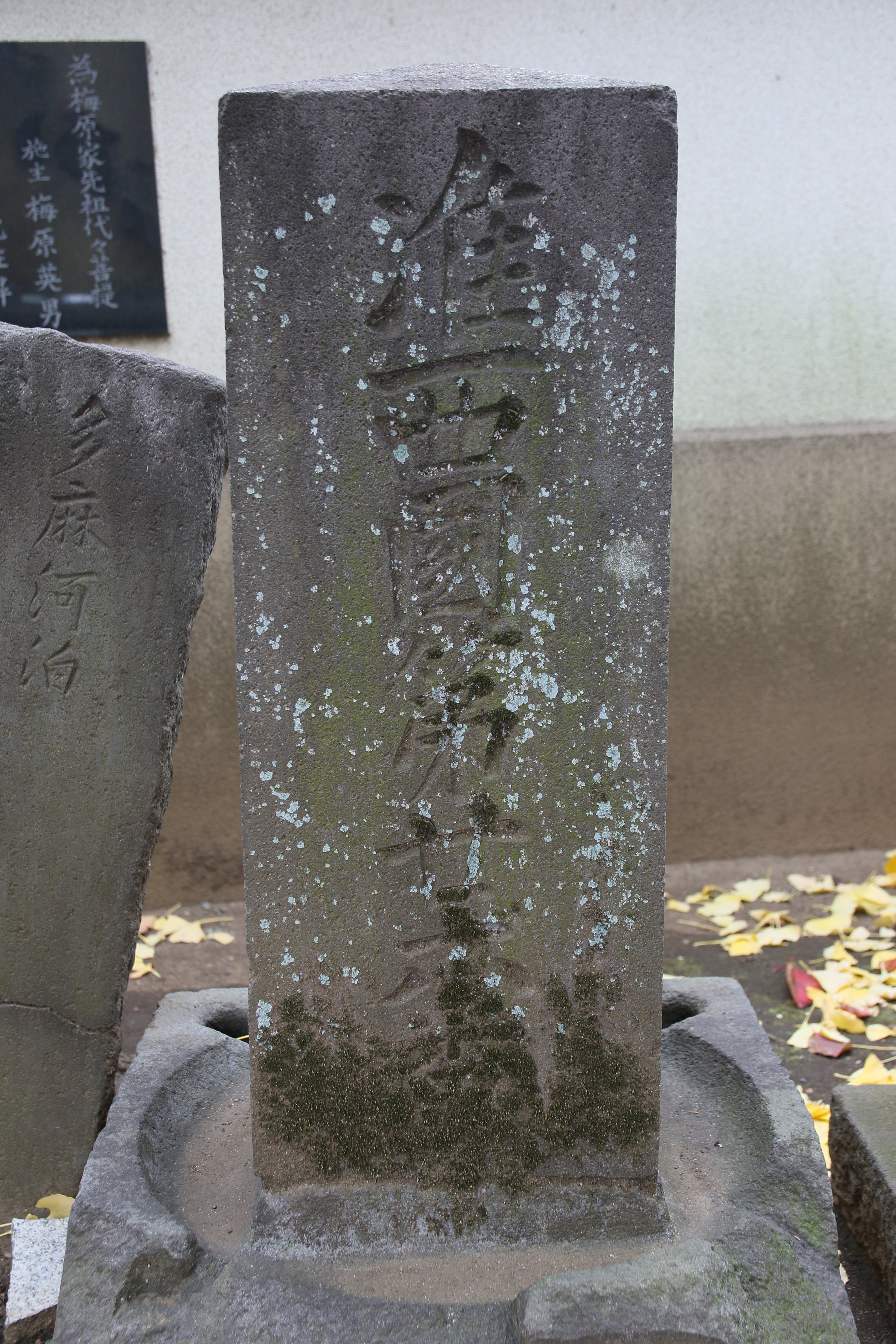
第26番 泉福寺「准西国第廿六番」1819年（文政2年）
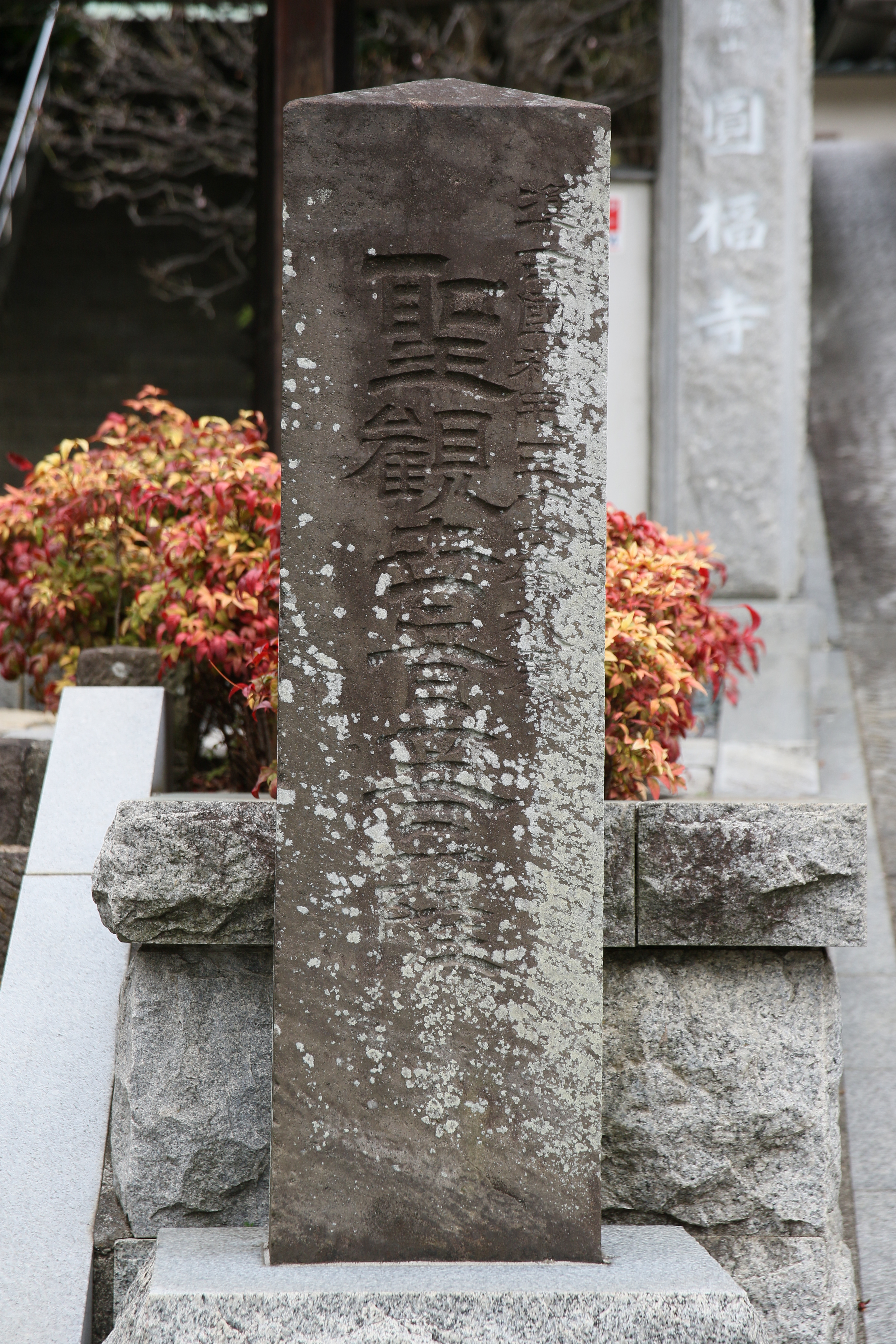
第31番 圓福寺「準西国稲毛三十一番札処 聖観世音菩薩」1901年（明治34年）
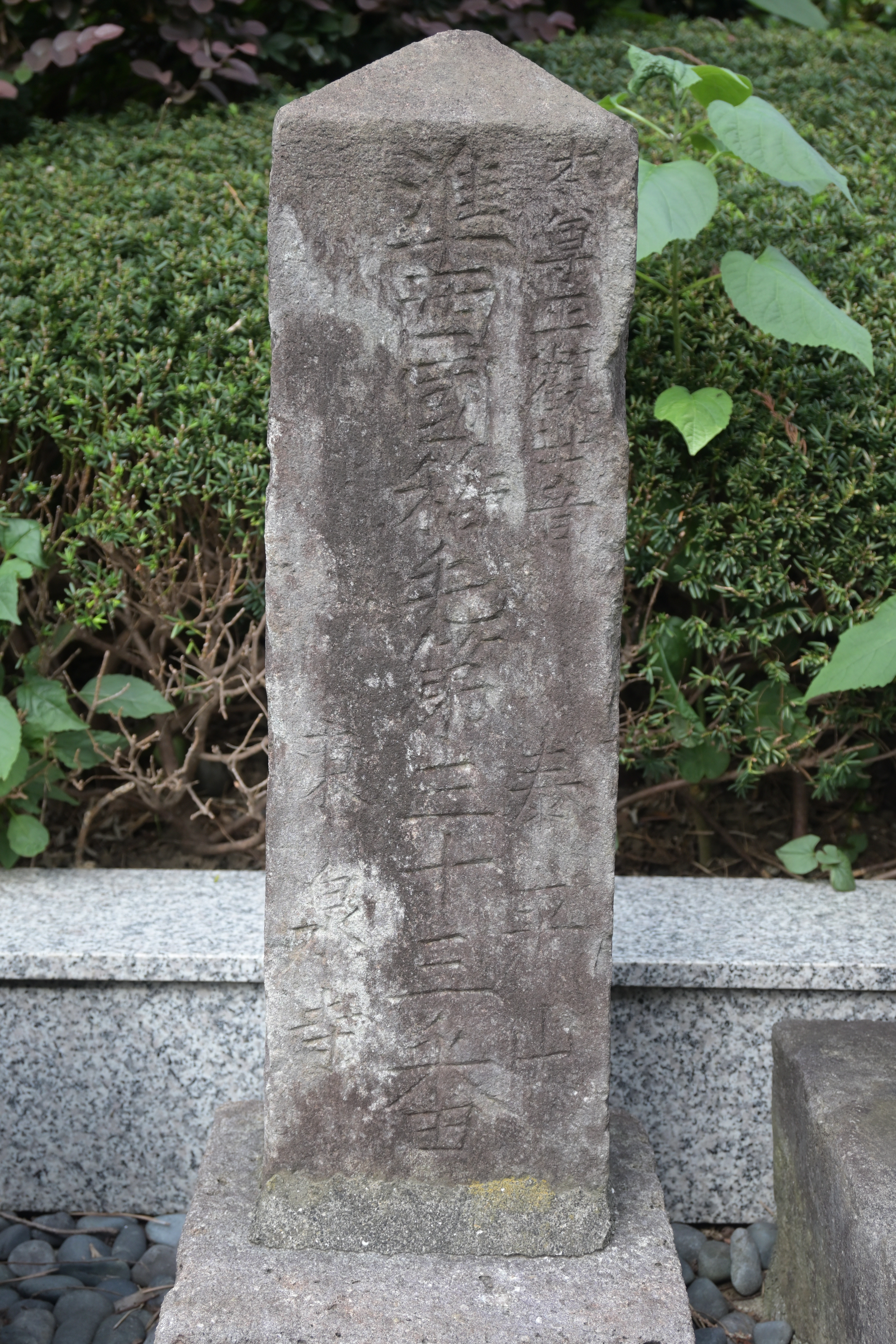
第33番 東泉寺「準西国稲毛第三十三番」1764年（宝暦14年）